# Dražen Bušić
Dražen Bušić (Zagreb, 15. rujna 1967.) hrvatski je katolički publicist, dokumentarist, novinar i evangelizator.

## Životopis
Autor je brojnih novinskih članaka, TV emisije "Božji dodir", dvanaest knjiga te sedam dokumentarnih filmova. Od susreta sa živim Kristom u 17. godini života aktivan je u katoličkim molitvenim i karizmatskim zajednicama. Početkom devedesetih sudjelovao je u projektu zbrinjavanja zagrebačkih beskućnika pri Katoličkoj udruzi "Kap dobrote". 20 ratnih mjeseci proveo je kao pripadnik 2. gardijske brigade "Gromovi". Teološko obrazovanje stekao je na Katoličkom bogoslovnom fakultetu, a novinarsko na privatnom medijskom učilištu u Zagrebu. Predsjednik je udruge "Snaga za život" u kojoj djeluje na području kršćanskog savjetovanja, poučavanja i evangelizacije. Proteklih 24 godine održao je više stotina predavanja, seminara i duhovnih obnova u 150 župa u Hrvatskoj, Njemačkoj, Austriji, Italiji, Švicarskoj, Francuskoj, Bugarskoj, Sloveniji, Bosni i Hercegovini, Crnoj Gori te Vojvodini. Pokretač je međunarodne Škole Petrus za pastoralne djelatnike karizmatskog usmjeranja. Oženjen je i ima dvoje odrasle djece.

## Aktualni programi
- "Škola karizmi", "Škola Petrus", seminari: "Iscjeljenje", "Duhovni rast" te duhovne obnove za bračne parove.

## Filmografija
- Mistične pojave u kršćanstvu
- Korica kruha
- Biblijsko bdjenje
- Radostan svećenik
- Časnik mirotvorac, dokumentarni film o dr. Ivanu Šreteru
- Radostan svećenik
- Eksplozija Evanđelja
- Božji čovik
- Seminar ozdravljenja u crkvi Sveta Mati Slobode
- 40 godina Međugorja
- Raskrižje

## Vanjske poveznice
- Udruga "Snaga za život" – službene stranice